# 佐伯耕三
佐伯耕三（日语：／，1970年代—）是日本的官僚。2017年起，任首相秘書官。畢業於東京大学法学部。

## 人物
從灘中學校及高等學校畢業後，考入東京大学。1998年，進入經濟產業省。2013年，任内閣副参事官；2017年，在政務秘書官今井尚哉提拔下，以42歲年齡升任首相秘書官（事務），是史上最年輕。他為首相安倍晋三撰寫演講稿，在出身省廳並未擔任過局長級或課長級職務，提拔被認為較罕見。

## 事件
- 上任首相秘書官後，因2018年4月11日，在眾議院預算委員会集中審議公文書管理事務時，對希望之党代表玉木雄一郎叫嚷，4月12日，西村康稔（時任官房副長官）向他提出嚴重注意。
- 2018年5月28日，参議院預算委員会集中審議，立憲民主党幹事長福山哲郎就加計學園問題（日语：加計学園問題）質問首相安倍晋三時，首相秘書官佐伯上前遞紙條，結果被福山幹事長怒吼。有網民批評，福山的行為屬「職務騷擾」及「恫嚇」[4][5]。
- 一些傳媒報道，2019冠狀病毒病疫情期間，被稱作「安倍口罩」的政府應對措施是由他提出[6]。